# تلخ‌ترین روز (ترانه لانا دل ری)
«تلخ‌ترین روز» (انگلیسی: The Blackest Day) ترانه‌ای است که توسط خواننده و ترانه‌نویس اهل ایالات متحده آمریکا لانا دل ری برای چهارمین آلبوم استودیویی خود با عنوان ماه عسل (۲۰۱۵) ضبط شده‌است. این ترانه توسط دل ری و ریک نوولز نوشته شده و توسط دل ری، ریک نوولز و کیرون منزیس تهیه شده‌است.